# 2552 Remek
2552 Remek је астероид главног астероидног појаса са средњом удаљеношћу од Сунца која износи 2,146 астрономских јединица (АЈ).
Апсолутна магнитуда астероида је 14,6.